# Coleophora deviella
Coleophora deviella é uma espécie de mariposa do gênero Coleophora pertencente à família Coleophoridae.